# Comité P
Le Comité permanent de contrôle des services de police, aussi appelé Comité P, est un organe de contrôle externe de tous les fonctionnaires des services de police en Belgique qui a été créé en 1991, et a effectivement commencé ses activités à la mi-1993. Il est contrôlé par la Chambre des représentants, qui nomme ses membres.

## Historique

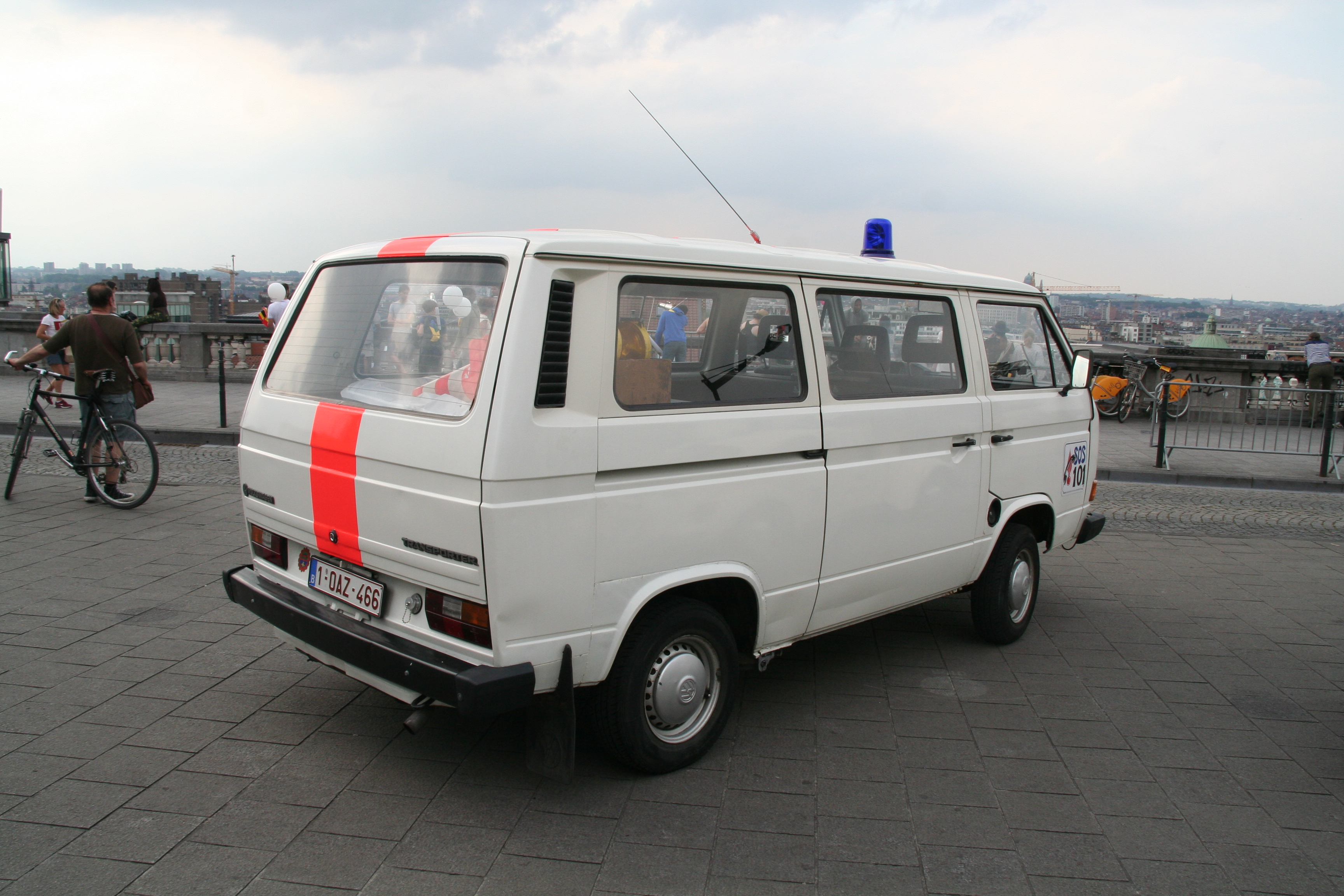
Le Comité P a été créé à la suite des tueries du Brabant, à l'époque où la gendarmerie belge existait encore et assurait le maintien de l'ordre avec la police communale et la police judiciaire.

Le Comité P a été créé à la suite des conclusions de la commission d'enquête parlementaire de 1988 concernant les tueries du Brabant et ayant, entre autres, révélé des problèmes de confiance, de communication et de rivalité entre les trois services de police de l'époque : la police communale, la police judiciaire et la gendarmerie belge. La commission a également mis en évidence des « aspects non démocratiques de certaines méthodes policières, d’importants problèmes relatifs à la direction de l’enquête ainsi qu'un chevauchement de compétences de différents services de police ».
Le 1er janvier 2001, la réforme des polices de Belgique entra en vigueur en fusionnant les trois anciennes entités en une seule police à deux niveaux (fédérale et locale), cette fois à la suite de l'affaire Dutroux dont une autre commission d'enquête parlementaire avait révélé de nombreux dysfonctionnements au sein des différentes polices.

## Direction
Cet organisme est dirigé par un magistrat. En janvier 2012, Yves Keppens, ancien procureur du Roi dans l'arrondissement judiciaire de Furnes (Flandre-Occidentale), a remplacé à ce poste Bart Van Lijsebeth, ancien procureur du Roi d'Anvers et ancien administrateur de la Sûreté de l'État, qui avait lui-même succédé en 2008 par intérim et en 2009 à plein titre à André Vandoren, appelé à diriger l'Organe de coordination pour l'analyse de la menace (OCAM).

## Bases légales
La loi du 7 décembre 1998 organisant un service de police intégré, structuré à deux niveaux, a par ailleurs institué en son article 143 une inspection générale de la police fédérale et de la police locale, issue des inspections de la police judiciaire (créée par un arrêté royal du 30 mars 1995) et de la gendarmerie (créée par une directive ministérielle du 3 septembre 1847, recréée par un arrêté royal du 15 juin 1921).